# Tony Award/Bester Nebendarsteller
Für den Tony Award/Bester Nebendarsteller können alle Darsteller, die in Theaterstücken und Musicals im Laufe des Jahres am Broadway in New York gespielt haben, nominiert werden. Der Tony Award für die beste Leistung in einer männlichen Nebenrolle in einem Theaterstück ging bisher an:

## 1947–1949
- 1949: Arthur Kennedy (in Tod eines Handlungsreisenden)

## 1950–1959
- 1950: keine Auszeichnung vergeben
- 1951: Eli Wallach (in Die tätowierte Rose)
- 1952: John Cromwell (in Point of No Return)
- 1953: John Williams (in Dial M for Murder)
- 1954: John Kerr (in Tea and Sympathy)
- 1955: Francis L. Sullivan (in Witness for the Prosecution)
- 1956: Ed Begley (in Inherit the Wind)
- 1957: Frank Conroy (in The Potting Shed)
- 1958: Henry Jones (in Sunrise At Campobello)
- 1959: Charlie Ruggles (in The Pleasure of His Company)

## 1960–1969
- 1960: Roddy McDowall (in The Fighting Cock)
- 1961: Martin Gabel (in Big Fish, Little Fish)
- 1962: Walter Matthau (in A Shot in the Dark)
- 1963: Alan Arkin (in Enter Laughing)
- 1964: Hume Cronyn (in Hamlet)
- 1965: Jack Albertson (in The Subject was Roses)
- 1966: Patrick Magee (in Marat/Sade)
- 1967: Ian Holm (in The Homecoming)
- 1968: James Patterson (in The Birthday Party)
- 1969: Al Pacino (in Does a Tiger Wear a Necktie?)

## 1970–1979
- 1970: Ken Howard (in Child's Play)
- 1971: Paul Sand (in Story Theatre)
- 1972: Vincent Gardenia (in The Prisoner of Second Avenue)
- 1973: John Lithgow (in The Changing Room)
- 1974: Ed Flanders (in A Moon for the Misbegotten)
- 1975: Frank Langella (in Seascape)
- 1976: Edward Herrmann (in Mrs. Warren's Profession)
- 1977: Jonathan Pryce (in Comedians)
- 1978: Lester Rawlins (in Da)
- 1979: Michael Gough (in Bedroom Farce)

## 1980–1989
- 1980: David Rounds (in Morning's at Seven)
- 1981: Brian Backer (in The Floating Light Bulb)
- 1982: Zakes Mokae (in ’Master Harold‘…and the Boys)
- 1983: Matthew Broderick (in Brighton Beach Memoirs)
- 1984: Joe Mantegna (in Glengarry Glen Ross)
- 1985: Barry Miller (in Biloxi Blues)
- 1986: John Mahoney (in The House of Blue Leaves)
- 1987: John Randolph (in Broadway Bound)
- 1988: B.D. Wong (in M. Butterfly)
- 1989: Boyd Gaines (in The Heidi Chronicles)

## 1990–1999
- 1990: Charles Durning (in Die Katze auf dem heißen Blechdach)
- 1991: Kevin Spacey (in Lost in Yonkers)
- 1992: Laurence Fishburne (in Two Trains Running)
- 1993: Stephen Spinella (in Angels in America: Millennium Approaches)
- 1994: Jeffrey Wright (in Angels in America: Perestroika)
- 1995: John Glover (in Love! Valour! Compassion!)
- 1996: Ruben Santiago-Hudson (in Seven Guitars)
- 1997: Owen Teale (in Nora oder Ein Puppenheim)
- 1998: Tom Murphy (in The Beauty Queen of Leenane)
- 1999: Frank Wood (in Side Man)

## 2000–2009
- 2000: Roy Dotrice (in A Moon for the Misbegotten)
- 2001: Robert Sean Leonard (in The Invention of Love)
- 2002: Frank Langella (in Fortune's Fool)
- 2003: Denis O’Hare (in Take Me Out)
- 2004: Brían F. O’Byrne (in Frozen)
- 2005: Liev Schreiber (in Glengarry Glen Ross)
- 2006: Ian McDiarmid (in Faith Healer)
- 2007: Billy Crudup (in The Coast of Utopia)
- 2008: Jim Norton (in The Seafarer)
- 2009: Roger Robinson (in Joe Turner's Come and Gone)

## 2010–2019
- 2010: Eddie Redmayne (in Red)
- 2011: John Benjamin Hickey (in The Normal Heart)
- 2012: Christian Borle (in Peter and the Starcatcher)
- 2013: Courtney B. Vance (in Lucky Guy)
- 2014: Mark Rylance (in Twelfth Night)
- 2015: Richard McCabe (in The Audience)
- 2016: Reed Birney (in The Humans)
- 2017: Michael Aronov (in Oslo)
- 2018: Nathan Lane (in Angels in America)
- 2019: Bertie Carvel (in Ink)

## Seit 2020
- 2020/2021: David Alan Grier (in A Soldier's Play)
- 2022: Jesse Tyler Ferguson (in Take Me Out)
- 2023: Brandon Uranowitz (in Leopoldstadt)
- 2024: Will Brill (in Stereophonic)